# Periphyllus
Periphyllus är ett släkte av insekter som beskrevs av Van der Hoeven 1863. Enligt Catalogue of Life ingår Periphyllus i familjen långrörsbladlöss, men enligt Dyntaxa är tillhörigheten istället familjen borstbladlöss.

## Bildgalleri

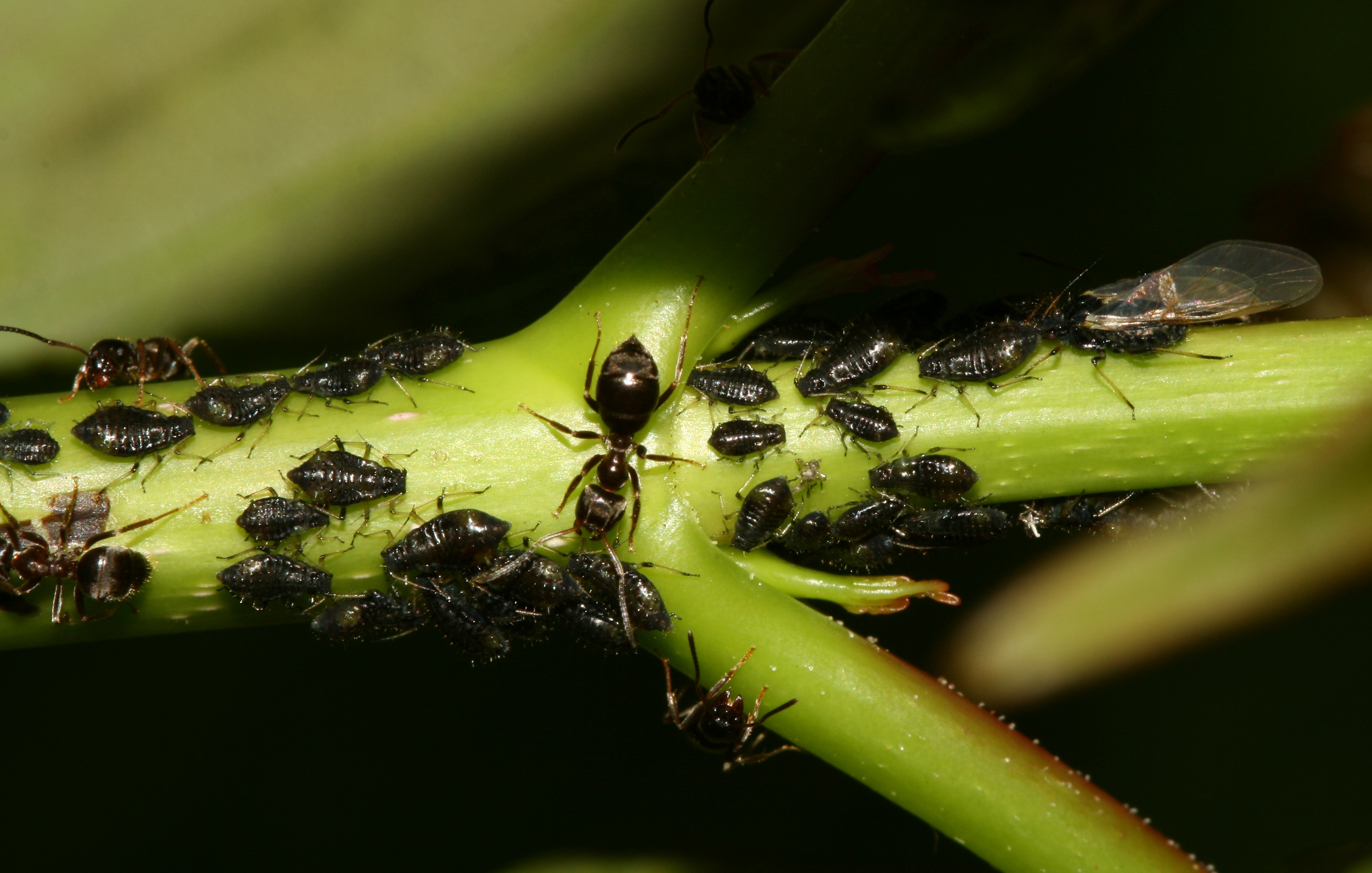
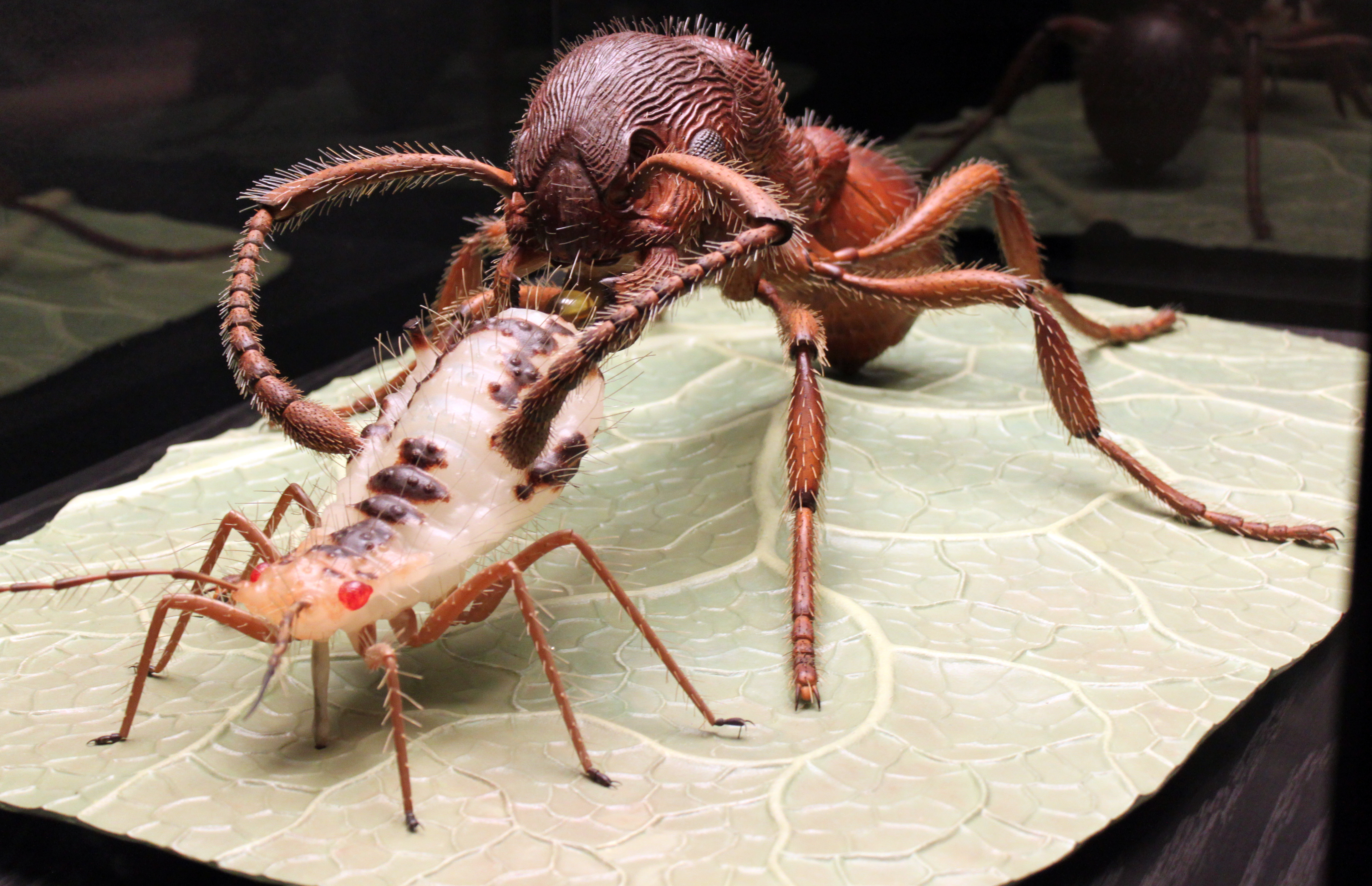
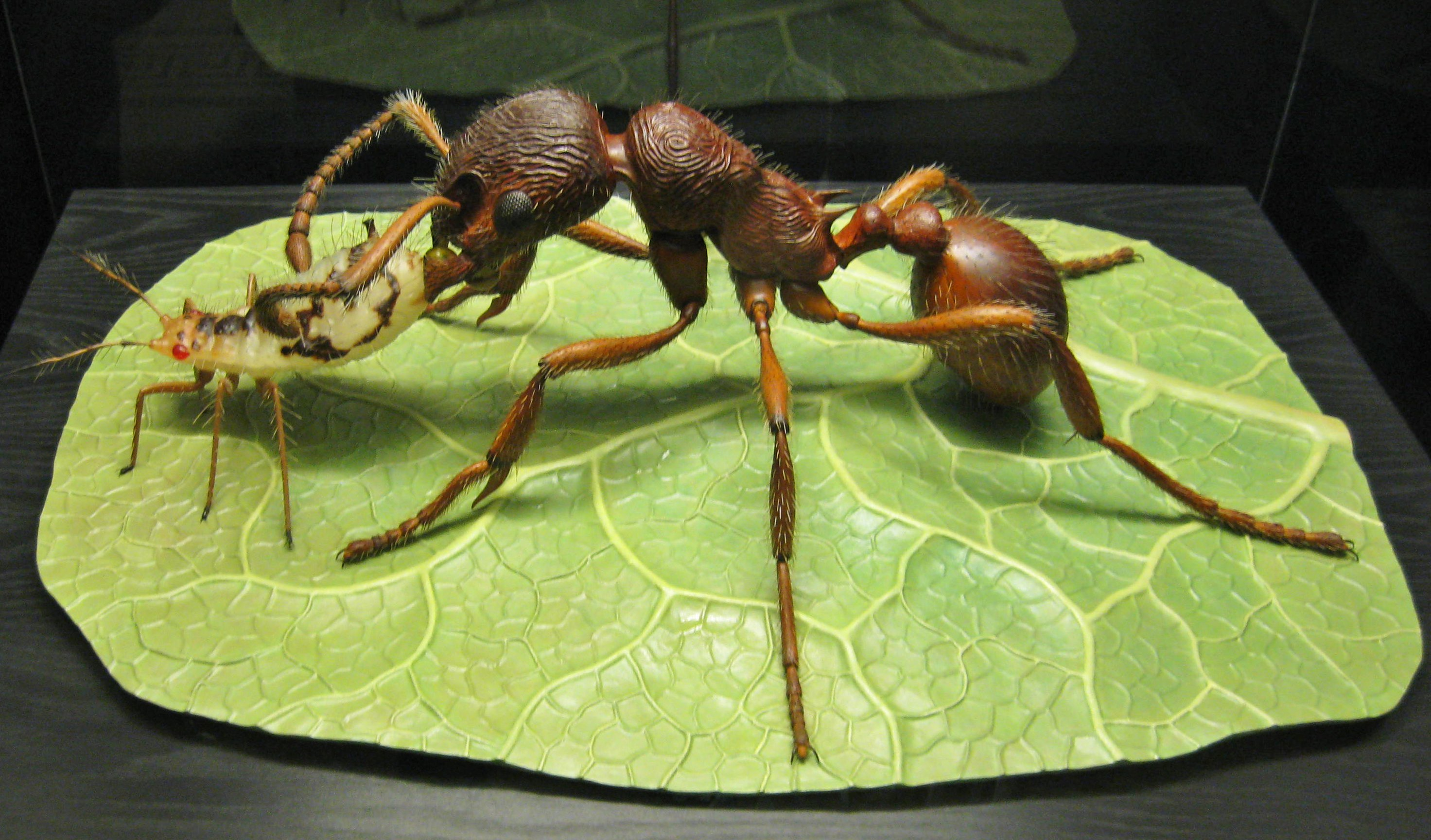
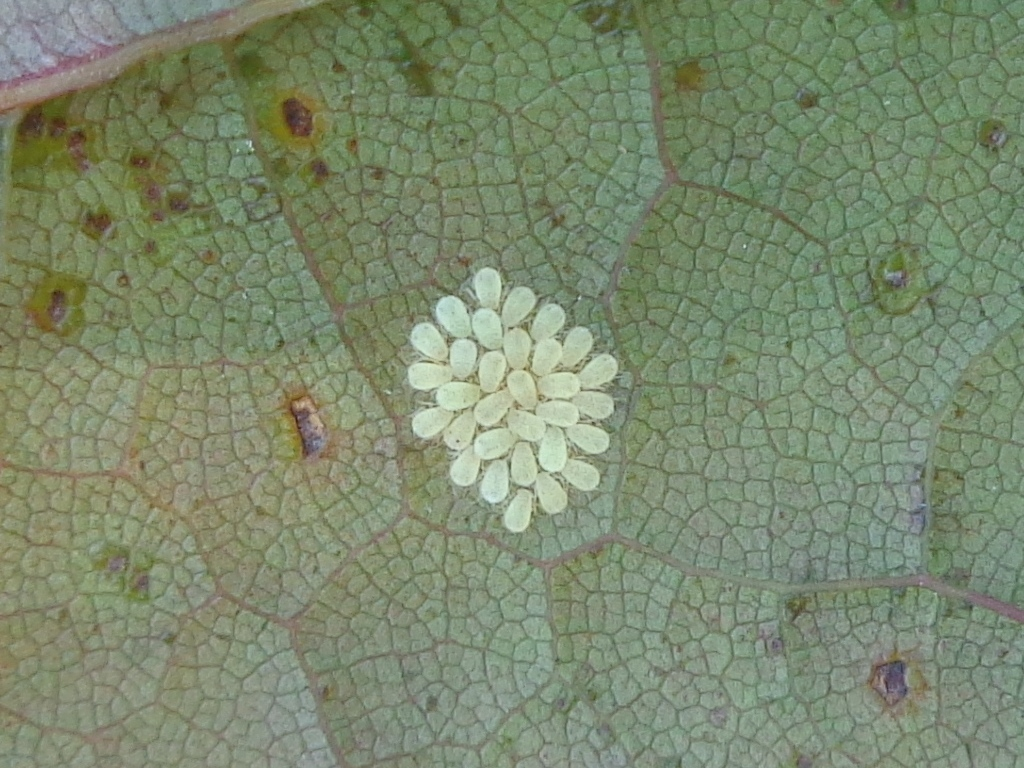

## Dottertaxa tillPeriphyllus, i alfabetisk ordning[1][2]
- Periphyllus acericola
- Periphyllus acerifoliae
- Periphyllus acerihabitans
- Periphyllus aceriphaga
- Periphyllus aceris
- Periphyllus aesculi
- Periphyllus allogenes
- Periphyllus americanus
- Periphyllus bengalensis
- Periphyllus brevisetosus
- Periphyllus brevispinosus
- Periphyllus bulgaricus
- Periphyllus caesium
- Periphyllus californiensis
- Periphyllus coleoptis
- Periphyllus coracinus
- Periphyllus diacerivorus
- Periphyllus formosanus
- Periphyllus garhwalensis
- Periphyllus himalayensis
- Periphyllus hirticornis
- Periphyllus hokkaidensis
- Periphyllus koelreuteriae
- Periphyllus kuwanaii
- Periphyllus loricatus
- Periphyllus lyropictus
- Periphyllus mamontovae
- Periphyllus mandshuricus
- Periphyllus minutus
- Periphyllus montanus
- Periphyllus negundinis
- Periphyllus nevskyii
- Periphyllus obscurus
- Periphyllus pallidus
- Periphyllus rhenanus
- Periphyllus singeri
- Periphyllus steveni
- Periphyllus tegmentosus
- Periphyllus testudinaceus
- Periphyllus tokyoensis
- Periphyllus triflorumi
- Periphyllus vandenboschi
- Periphyllus venetianus
- Periphyllus villosii
- Periphyllus viridis